# تروهیکو میاهارا
تروهیکو میاهارا (انگلیسی: Teruhiko Miyahara؛ زادهٔ ۲۳ ژوئیهٔ ۱۹۵۱) کشتی‌گیر اهل ژاپن بود.